# 劉俊 (萬曆進士)
劉俊（？—？），河南汝寧府商城县人，明朝政治人物。

## 生平
万历十六年（1588年）戊子科河南乡试举人，二十九年（1601年）辛丑科進士，知南宫县。

## 家族
兄刘任，万历庚辰進士。